# Psychotria
Psychotria còn có tên tiếng Việt là Lấu, là một chi thực vật có hoa trong họ Thiến thảo (Rubiaceae).

## Loài
Chi Lấu Psychotria gồm các loài:
| - Psychotria acutiflora - Psychotria adamsonii - Psychotria alsophila - Psychotria alto-macahensis - Psychotria anceps Kunth - Psychotria angustata - Psychotria ankasensis J.B.Hall - Psychotria appendiculata - Psychotria atricaulis - Psychotria bahiensis - Psychotria beddomei - Psychotria berteriana - Psychotria bimbiensis Bridson & Cheek (Cameroon) - Psychotria blepharophora - Psychotria brachyanthema - Psychotria brachyceras - Psychotria bryonicola - Psychotria camerunensis - Psychotria capensis (Eckl.) Vatke - Psychotria carronis - Psychotria carthagenensis Jacq. – Amyruca - Psychotria cathetoneura - Psychotria caudata - Psychotria chalconeura - Psychotria chimboracensis - Psychotria clarendonensis - Psychotria clusioides - Psychotria colorata - Psychotria congesta - Psychotria constricta - Psychotria cookei - Psychotria costivenia Griseb. (= P. miradorensis) - Psychotria crassipetala - Psychotria cuneifolia - Psychotria cyathicalyx - Psychotria danceri - Psychotria daphnoides – Smooth Psychotria - Psychotria dasyophthalma - Psychotria densinervia - Psychotria deverdiana - Psychotria dolichantha - Psychotria domatiata - Psychotria douarrei - Psychotria dubia - Psychotria elachistantha - Psychotria elata (Sw.) Hammel - Psychotria elliptica Kerr. - Psychotria expansa - Psychotria foetens - Psychotria forsteriana - Psychotria franchetiana - Psychotria fusiformis - Psychotria gardneri - Psychotria glandulifera - Psychotria globicephala - Psychotria graciliflora Benth. (= P. biaristata, P. oaxacana) | - Psychotria grandiflora H.Mann – Large-flowered Balsamo (Island of Kauaʻi in Hawaii) - Psychotria grantii Fosberg (French Polynesia) - Psychotria greenwelliae Fosberg (Island of Kauaʻi in Hawaii) - Psychotria guerkeana - Psychotria hanoverensis - Psychotria hawaiiensis (A.Gray) Fosberg – Kōpiko ʻula (Hawaii) - Psychotria hierniana - Psychotria hobdyi Sohmer (Island of Kauaʻi in Hawaii) - Psychotria horizontalis - Psychotria insularum - Psychotria iodotricha - Psychotria kirkii - Psychotria lanceifolia - Psychotria le-bronnecii - Psychotria leiocarpa - Psychotria lepiniana - Psychotria ligustrifolia (Northrop) Millsp. (= P. bahamensis) - Psychotria longipetiolata - Psychotria loniceroides - Psychotria luconiensis (Cham. & Schltdl.) Fern.-Vill. (= P. luzoniensis, P. malayana, P. tacpo) - Psychotria macrocarpa - Psychotria madida - Psychotria mariniana (Cham. & Schltdl.) Fosberg – Kōpiko (Hawaii) - Psychotria mauiensis Fosberg – ʻŌpiko (Hawaii) - Psychotria megalopus - Psychotria megistantha - Psychotria micrantha Kunth (= P. rufescens Humb. & Bonpl. ex Roem. & Schult., P. tomentosa) - Psychotria minimicalyx - Psychotria moliwensis - Psychotria moseskemei - Psychotria nematopoda - Psychotria nemerosa - Psychotria nervosa Sw. (= P. elongata, P. granadensis, P. hirta, P. quiinifolia, P. rufescens , P. undata) (Southern Florida, Southern Mexico, Caribbean, Trung Mỹ, Northern Nam Mỹ) - Psychotria nesophila - Psychotria ngotphamii Bao, Tagane, Yahara & V.S.Dang - Psychotria nitidula - Psychotria pallens - Psychotria papantlensis (Oerst.) Hemsl. (= P. salicifolia) - Psychotria parvifolia Benth. ex Oerst. | - Psychotria peteri - Psychotria petitii - Psychotria pickeringii A.Gray - Psychotria platypoda - Psychotria plicata - Psychotria plurivenia - Psychotria podocarpa - Psychotria poeppigiana - Psychotria pseudoplatyphylla - Psychotria pubigera - Psychotria punctata Vatke (= P. bacteriophila) - Psychotria quinqueradiata Pol. (= P. morae, P. obovata, P. oerstediana) - Psychotria raivavaensis - Psychotria rhonhofiae - Psychotria rimbachii - Psychotria rostrata - Psychotria rubra (Lour.) Poir. (= P. elliptica auct. non Kerr.) - Psychotria ruelliifolia - Psychotria rufipilis - Psychotria saloiana - Psychotria siphonophora - Psychotria sodiroi - Psychotria sordida - Psychotria speciosa - Psychotria stachyoides - Psychotria stenophylla - Psychotria sulzneri (Florida) - Psychotria suterella - Psychotria tahitensis - Psychotria taitensis - Psychotria tenuifolia Sw. – shortleaf wild coffee - Psychotria trichocalyx - Psychotria tubuaiensis - Psychotria ulei - Psychotria umbellata - Psychotria vellosiana - Psychotria viridis (Ruiz & Pav.) Kuntze – Chakruna - Psychotria vogeliana Benth. - Psychotria waasii S.H.Sohmer (Sri Lanka) - Psychotria woytkowskii - Psychotria zombamontana |

## Hình ảnh

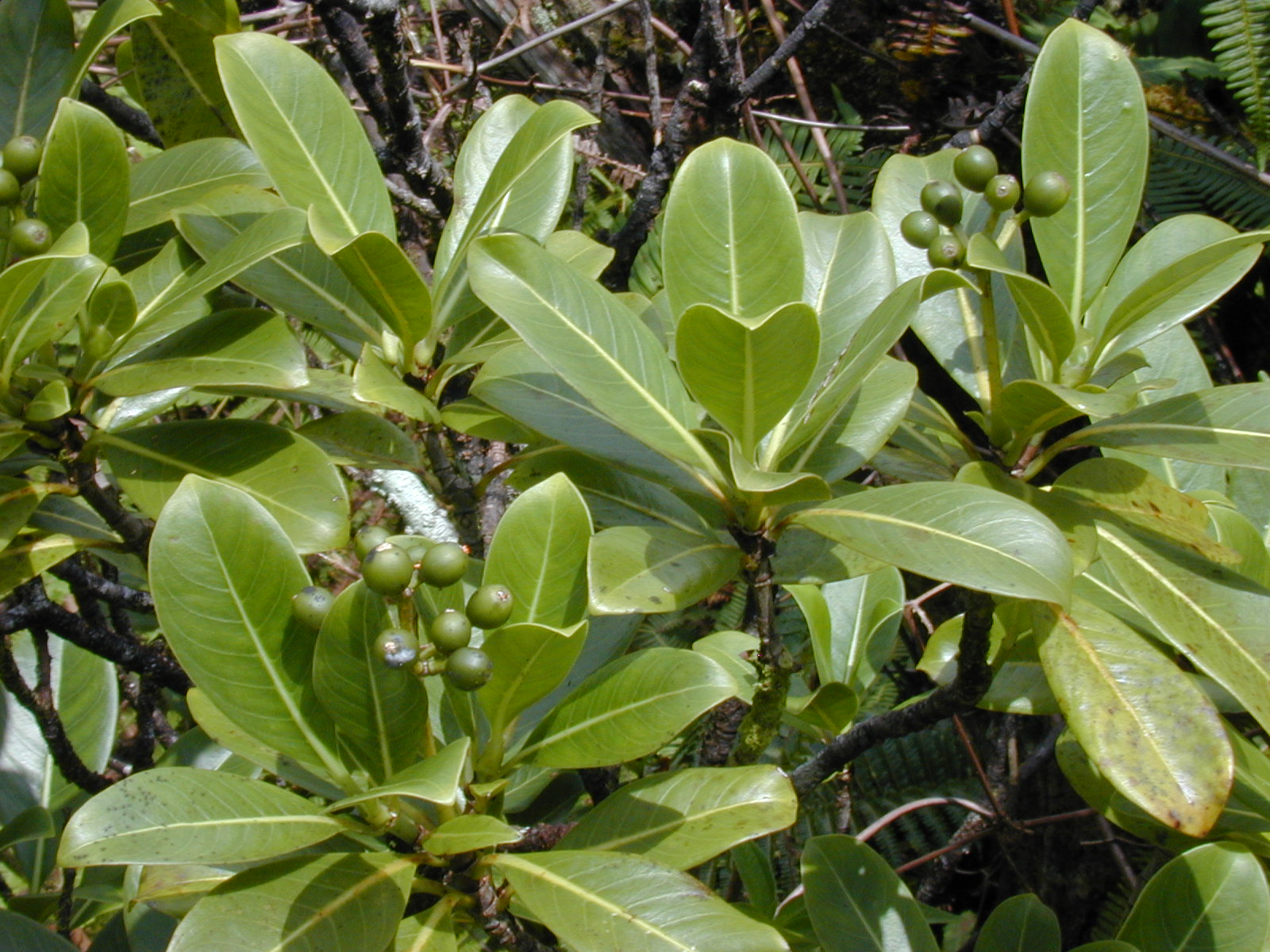
Psychotria mariniana
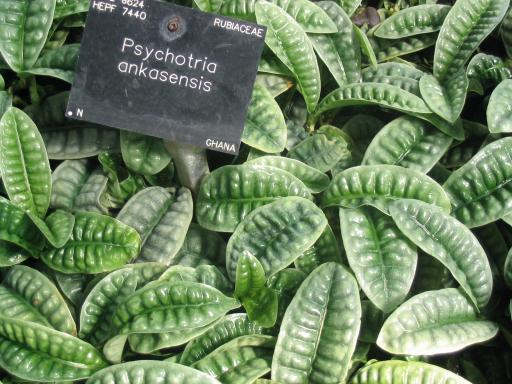
Psychotria ankasensis
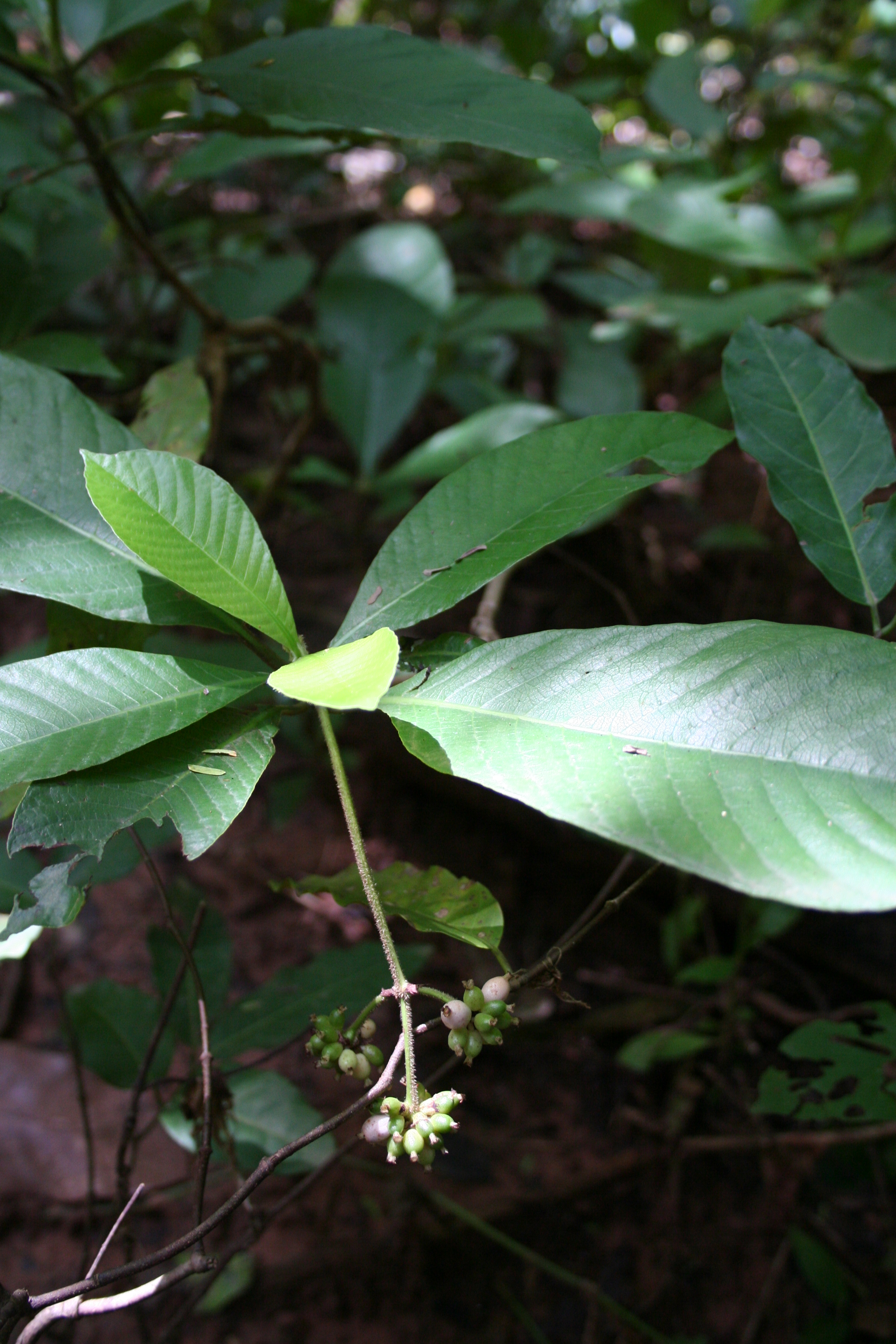
Psychotria vogeliana
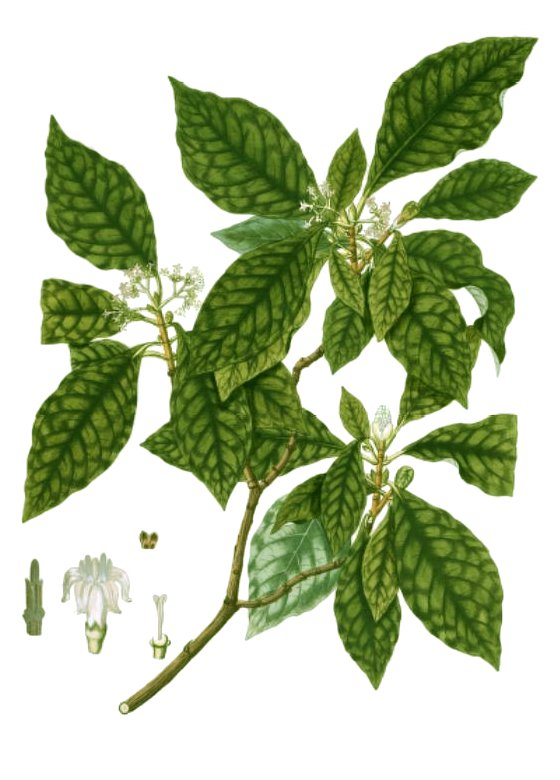
Psychotria nervosa-cropped
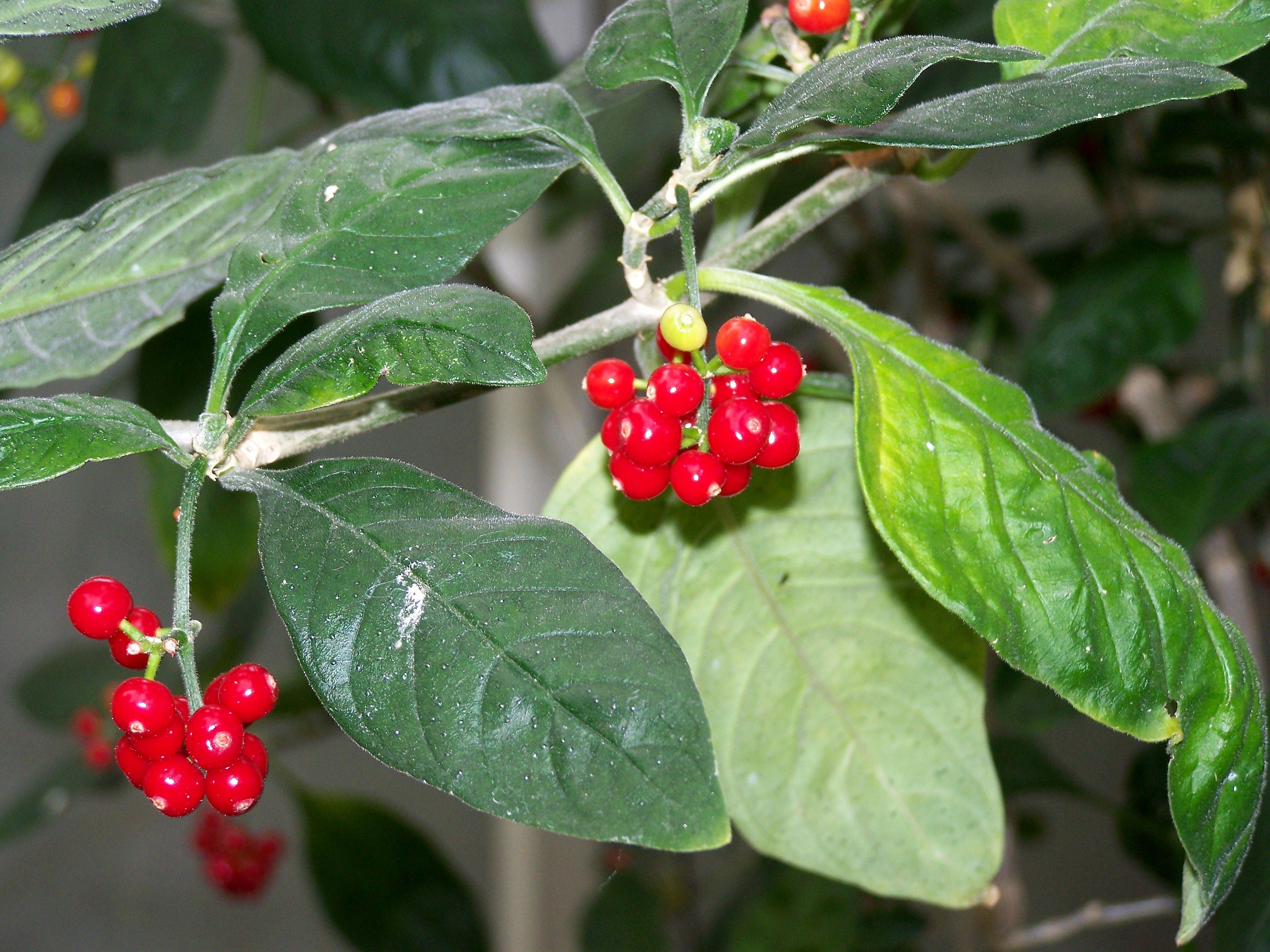
Psychotria punctata